# Liste der Naturdenkmale in Neustadt an der Weinstraße
Die Liste der Naturdenkmale in Neustadt an der Weinstraße nennt die im Gemeindegebiet von Neustadt an der Weinstraße ausgewiesenen Naturdenkmale (Stand 6. Mai 2024).

## Naturdenkmale
| Nr.             | Bezeichnung                                                   | Lage                                                                  | Beschreibung                                          | Bild                                    |
| --------------- | ------------------------------------------------------------- | --------------------------------------------------------------------- | ----------------------------------------------------- | --------------------------------------- |
| ND-7316-001     | Felsgebilde Hohfels                                           | Neustadt, unmittelbar nordöstlich der Wolfsburg Lage                  | Felsformation; flächenhaftes Naturdenkmal, ca. 0,8 ha | Fotos hochladen                         |
| ND-7316-002     | Neustädter Bergstein                                          | Neustadt, nordwestlich der Stadt; Abteilung Wolfsberg Lage            | Felsformation; flächenhaftes Naturdenkmal, ca. 0,7 ha | mehr Fotos \| Fotos hochladen           |
| ND-7316-003     | Blockhalde am Königsberg                                      | Neustadt, westlich der am Südosthang des Königsbergs Lage             | Blockhalde; flächenhaftes Naturdenkmal, ca. 3,2 ha    | Fotos hochladen                         |
| ND-7316-004     | Heidenloch                                                    | Neustadt, westlich der Stadt am Südosthang des Königsbergs Lage       | Spalthöhle                                            | Fotos hochladen                         |
| ND-7316-005     | Dampflöcher                                                   | Neustadt, westlich der Stadt am Südosthang des Königsbergs Lage       | Felsenklüfte                                          | Fotos hochladen                         |
| ND-7316-006     | Hermannsfels                                                  | Neustadt, südwestlich der Stadt; Abteilung Kaltes Brunnental Lage     | Feldformation; flächenhaftes Naturdenkmal, ca. 0,1 ha | mehr Fotos \| Fotos hochladen           |
| ND-7316-007     | Hoher Berg                                                    | Neustadt, westlich der Stadt; Abteilung Heidenbrunnen Lage            | auch Hohberg-Fels; Felsenformation                    | Fotos hochladen                         |
| ND-7316-008     | Felsgruppe Überzwerchberg                                     | Neustadt, westlich der Stadt; Abteilung Überzwerchberg Lage           | Felsenformation                                       | Fotos hochladen                         |
| ND-7316-009     | Libanonzeder                                                  | Neustadt, Maximilianstraße, bei Nr. 27 Lage                           | Cedrus libani                                         | Fotos hochladen                         |
| ND-7316-010     | Wolfsbrunnen                                                  | Neustadt, nordwestlich der Stadt, unterhalb der Wolfsburg Lage        | gefasste Quelle                                       | Fotos hochladen                         |
| ND-7316-011     | ehemaliger Kalksteinbruch am Klausenberg                      | Neustadt, Haardter Treppenweg, bei Nr. 3 Lage                         | Kalksteinblock                                        | Direkt Bild zu diesem Denkmal hochladen |
| ND-7316-012     | Speierling am Kübelweg                                        | Neustadt, nördlich der Stadt; Flur Vogelgesang Lage                   | Sorbus domestica                                      | Fotos hochladen                         |
| ND-7316-013     | Atlaszeder                                                    | Neustadt, Karolinenstraße, bei Nr. 25 Lage                            | Cedrus atlantica, einer von ehemals zwei Bäumen       | Fotos hochladen                         |
| ND-7316-015     | Kanzelfelsen                                                  | Diedesfeld, westlich des Ortes; Abteilung Kanzelfelseck Lage          | Buntsandsteinformation                                | Fotos hochladen                         |
| ND-7316-016     | Studerbildschacht                                             | Diedesfeld, westlich des Ortes; Abteilung Studerbild-Kopf Lage        | Spaltenhöhle                                          | Fotos hochladen                         |
| ND-7316-017     | Loosenbrunnen                                                 | Gimmeldingen, westlich des Ortes, nördlich des Weinbietgipfels Lage   | gefasste Quelle                                       | Fotos hochladen                         |
| ND-7316-018     | Neumühlquelle                                                 | Gimmeldingen, westlich des Ortes im Tal des Mußbachs Lage             | Quelle                                                | Direkt Bild zu diesem Denkmal hochladen |
| ND-7316-019     | Riesenmammutbaum                                              | Haardt, Mandelring, bei Nr. 38 Lage                                   | Sequoiadendron giganteum                              | Fotos hochladen                         |
| ND-7316-020     | Immergrüne Eiche                                              | Haardt, Am Bürgergarten, auf dem Friedhof Lage                        | Quercus ilex, einer von ursprünglich zwei Bäumen      | Fotos hochladen                         |
| ND-7316-021     | Riesenmammutbaum                                              | Haardt, Mandelring, bei Nr. 74 Lage                                   | Sequoiadendron giganteum                              | mehr Fotos \| Fotos hochladen           |
| ND-7316-022     | Spanische Weißtanne                                           | Haardt, Mandelring, bei Nr. 87 Lage                                   | Abies pinsapo                                         | Fotos hochladen                         |
| ND-7316-025     | Ginkgo                                                        | Haardt, Mandelring, bei Nr. 216 Lage                                  | Ginkgo biloba                                         | Direkt Bild zu diesem Denkmal hochladen |
| ND-7316-026     | Eibe                                                          | Hambach, Weinstraße, gegenüber Nr. 173 Lage                           | Taxus baccata                                         | Direkt Bild zu diesem Denkmal hochladen |
| ND-7316-027     | Riesenmammutbaum                                              | Hambach, Weinstraße, hinter Nr. 163 Lage                              | Sequoiadendron giganteum                              | Fotos hochladen                         |
| ND-7316-028-001 | Felszone auf der Platte                                       | Hambach, westlich des Ortes auf der Platte Lage                       | auch Bleifels; Felsformation                          | mehr Fotos \| Fotos hochladen           |
| ND-7316-028-002 | Bleifels                                                      | Hambach, westlich des Ortes am Osthang des Hohbergs Lage              | Felsformation                                         | Direkt Bild zu diesem Denkmal hochladen |
| ND-7316-029     | Hambacher Bergstein                                           | Hambach, westlich des Ortes; Abteilung Am Bergstein Lage              | Felsformation                                         | mehr Fotos \| Fotos hochladen           |
| ND-7316-030     | Zigeunerfelsen                                                | Neustadt, westlich der Stadt; Abteilung Hirschtal Lage                | Felsformation; flächenhaftes Naturdenkmal, ca. 0,5 ha | Fotos hochladen                         |
| ND-7316-031     | Windloch                                                      | Neustadt, westlich der Stadt bei der Kaltenbrunner Hütte Lage         | Felsformation                                         | Fotos hochladen                         |
| ND-7316-032     | Burgfelsen Spangenberg                                        | Lachen-Speyerdorf, in der Waldgemarkung (südlich von Erfenstein) Lage | Buntsandsteinfelsen innerhalb von Burg Spangenberg    | mehr Fotos \| Fotos hochladen           |
| ND-7316-033-001 | Eibe                                                          | Mußbach, im Herrenhof Lage                                            | Taxus baccata                                         | Direkt Bild zu diesem Denkmal hochladen |
| ND-7316-033-002 | Eibe                                                          | Mußbach, im Herrenhof Lage                                            | Taxus baccata                                         | Fotos hochladen                         |
| ND-7316-034-001 | Ehemalige Kiesgruben In der Schafbälle (westliche Teilfläche) | Mußbach, östlich des Ortes; Flur In der Schafbälle Lage               | flächenhaftes Naturdenkmal, ca. 0,5 ha                | Direkt Bild zu diesem Denkmal hochladen |
| ND-7316-034-001 | Ehemalige Kiesgruben In der Schafbälle (mittlere Teilfläche)  | Mußbach, östlich des Ortes; Flur In der Schafbälle Lage               | flächenhaftes Naturdenkmal, ca. 0,3 ha                | Direkt Bild zu diesem Denkmal hochladen |
| ND-7316-034-001 | Ehemalige Kiesgruben In der Schafbälle (östliche Teilfläche)  | Mußbach, östlich des Ortes; Flur In der Schafbälle Lage               | flächenhaftes Naturdenkmal, ca. 1,9 ha                | Direkt Bild zu diesem Denkmal hochladen |
| ND-7316-035     | Atlaszeder                                                    | Neustadt, Hambacher Straße, bei Nr. 70 Lage                           | Cedrus atlantica                                      | Direkt Bild zu diesem Denkmal hochladen |

## Ehemalige Naturdenkmale
| Nr.         | Bezeichnung    | Lage                                          | Beschreibung                                                 | Bild                                    |
| ----------- | -------------- | --------------------------------------------- | ------------------------------------------------------------ | --------------------------------------- |
|             | Libanonzeder   | Neustadt, Maximilianstraße, bei Nr. 25 Lage   | Cedrus libani; gelöscht oder mit ND-7316-009 zusammengefasst | Fotos hochladen                         |
|             | Kaiserbaum     | Neustadt, Schanzenweg, bei Nr. 5 Lage         | Paulownia tomentosa; gelöscht                                | Fotos hochladen                         |
| ND-7316-014 | Atlaszeder     | Neustadt, Bergstraße, bei Nr. 32 Lage         | Cedrus atlantica; abgegangen                                 | Fotos hochladen                         |
|             | Nordmannstanne | Gimmeldingen, Holzmühlstraße, bei Nr. 22 Lage | Abies nordmanniana; gelöscht                                 | Fotos hochladen                         |
|             | Edelkastanie   | Gimmeldingen, Steinbruchweg Lage              | Castanea sativa; gelöscht                                    | Direkt Bild zu diesem Denkmal hochladen |
|             | Rotfichte      | Haardt, Mandelring, bei Nr. 45 Lage           | Picea abies; gelöscht                                        | Fotos hochladen                         |
|             |                |                                               |                                                              | Direkt Bild zu diesem Denkmal hochladen |